# Квинт Юний Блез (консул 26 г.)
Вижте пояснителната страница за други личности с името Квинт Юний Блез.
Квинт Юний Блез (на латински: Quintus Iunius Blaesus; 36 г.) e политик и сенатор на ранната Римска империя.

## Биография
Произлиза от клон Блез на фамилията Юнии. Той е син на Квинт Юний Блез (суфектконсул 10 г.), чичо на преторианския префект Сеян. По-малък брат е на Квинт Юний Блез (консул 28 г.).
През 22 г. е легат при баща си в Африка. През 26 г. е избран за суфектконсул.
Квинт и брат му се самоубиват, накърнени от Тиберий, през 36 г.